# Blarinella griselda
Blarinella griselda är en däggdjursart som beskrevs av Thomas 1912. Blarinella griselda ingår i släktet Blarinella, och familjen näbbmöss. IUCN kategoriserar arten globalt som livskraftig. Inga underarter finns listade i Catalogue of Life.
Denna näbbmus förekommer i Kina från provinsen Gansu till Yunnan samt i norra Vietnam. Arten vistas främst i bergstrakter mellan 1500 och 1700 meter över havet. Habitatet utgörs av skogar, ofta med bambu.
Arten blir 52 till 79 mm lång (huvud och bål), har en 31 till 42 mm lång svans och väger cirka 8 g. Pälsen är på ryggen mörk gråbrun och på undersidan något ljusare. På ovansidan finns ofta ställen med något ljusare och mera gråaktig päls. På fram- och baktassarnas ovansida förekommer brun päls.